# Ma'adim Vallis

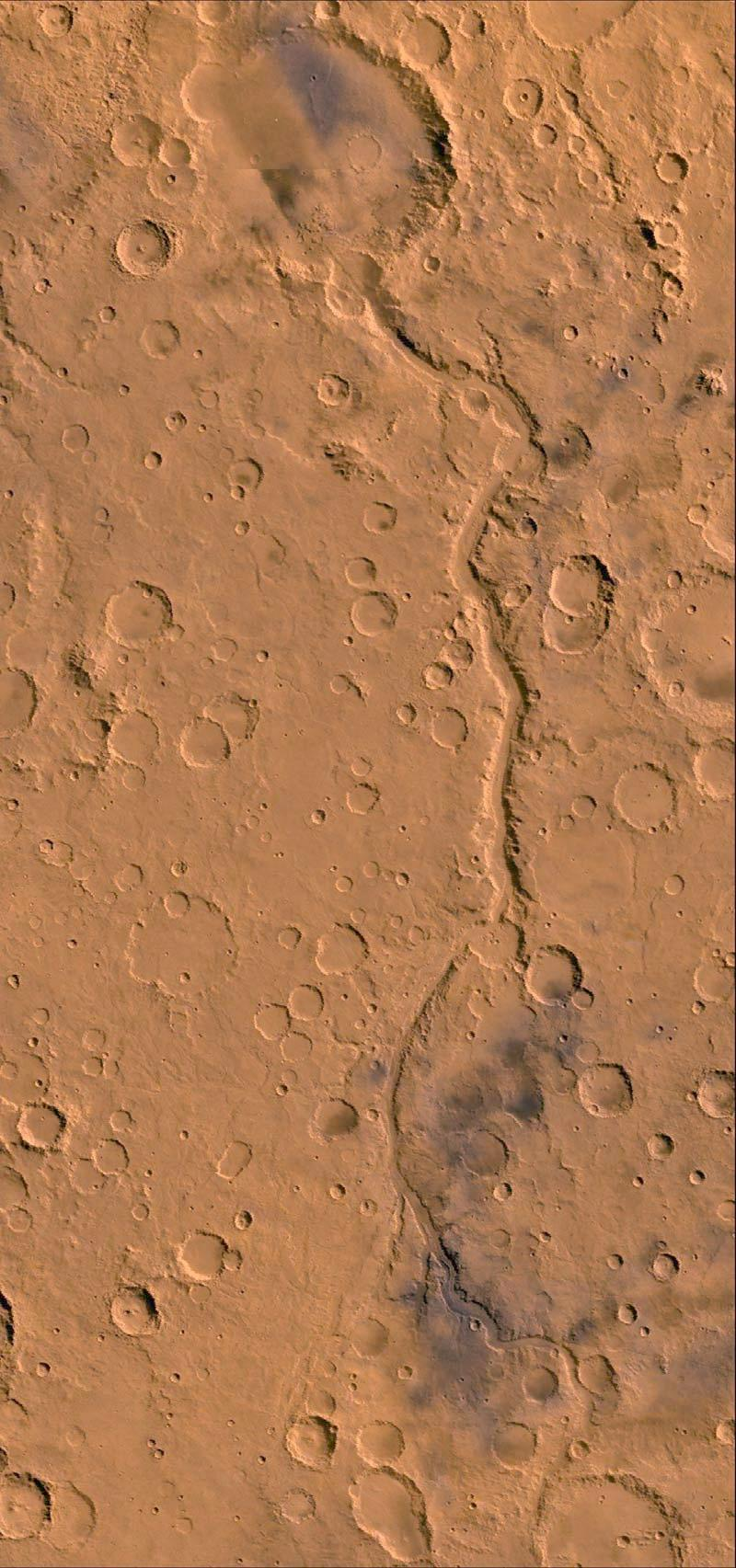
Kanion Ma'adim Vallis wpadający do krateru Gusiew (u góry)

Ma'adim Vallis – jeden z największych kanionów na powierzchni Marsa. Jego centrum znajduje się na 22,22° szerokości geograficznej południowej oraz 182,5° długości geograficznej zachodniej (♂ 22,22°S 182,50°W/-22,220000 -182,500000). Ma'adim Vallis ma 913,11 km długości. 
Ma'adim Vallis leży pomiędzy wulkanicznym obszarem Tharsis a basenem uderzeniowym Hellas Planitia. Kanion ten ma 20 km szerokości i 2 km głębokości. Zaczyna się na obszarze południowych wyżyn a kończy w kraterze Gusiew. 
Decyzją Międzynarodowej Unii Astronomicznej nadana w 1976 roku nazwa tego obszaru pochodzi od hebr. ‏מאדים‎ oznaczającego planetę Mars.